# St. Bartholomäus (Markt Indersdorf)

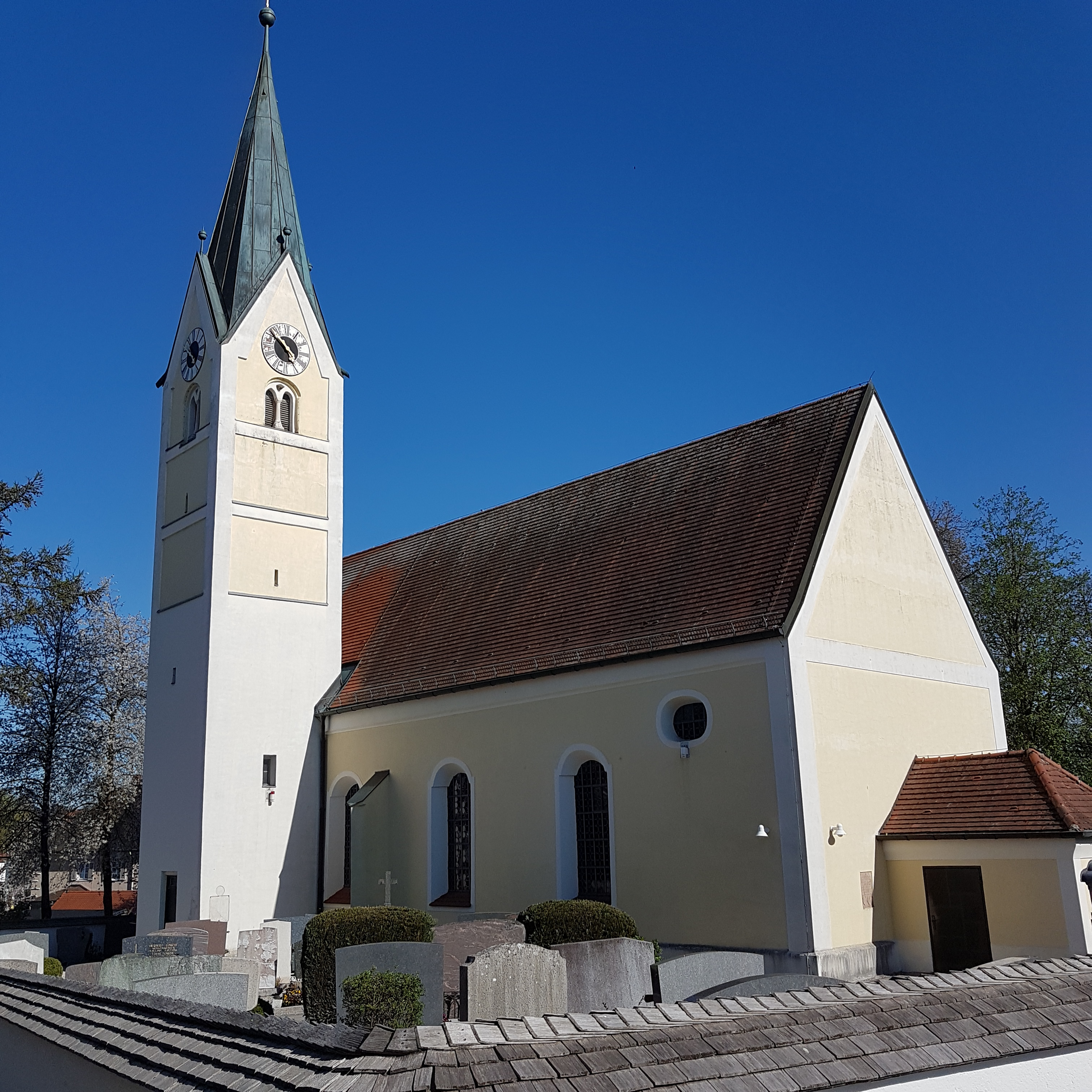
St.-Bartholomäus-Kirche

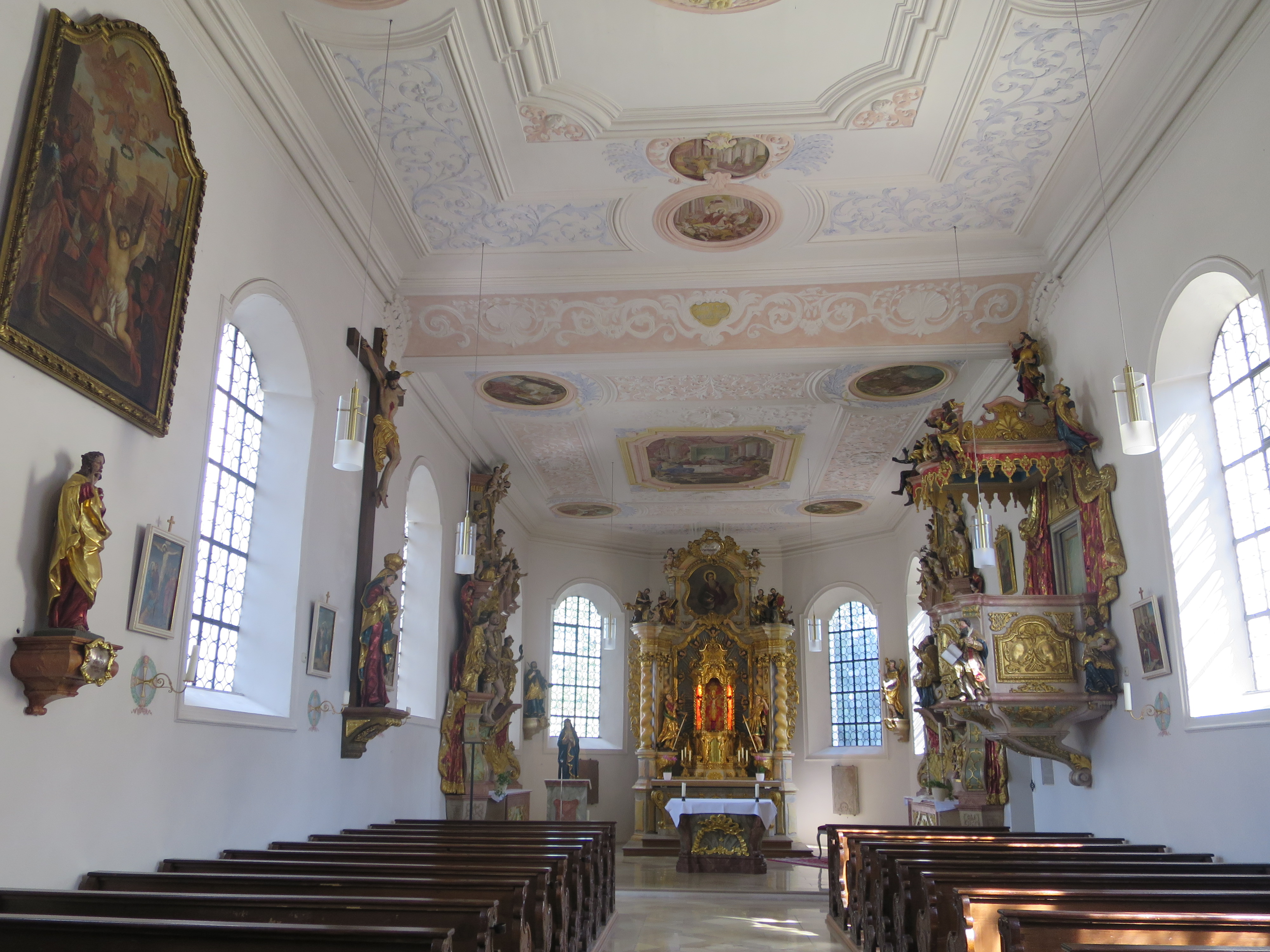
Der Innenraum der Kirche

Die römisch-katholische St.-Bartholomäus-Kirche im oberbayerischen Markt Indersdorf im Landkreis Dachau gehört zum Erzbistum München-Freising. Sie ist Filialkirche der Indersdorfer Kloster- und Pfarrkirche Mariä Himmelfahrt.

## Geschichte
Eine Kirche in „Undiesdorf“ ist bereits für das 10. Jahrhundert belegt. Sie war dem hl. Laurentius geweiht und lag vermutlich im Umkreis des heutigen Friedhofs. Um 1200 entstand am jetzigen Platz ein Neubau im Stil der Romanik. Unter dem Indersdorfer Propst Johann Rothuet (1442–1470) wurde des saalartige Langhaus um einen gotischen Chor erweitert, dessen Außenmauern und Turm noch heute erhalten sind. Ab 1710 wurde die Kirche barockisiert und nach Westen verlängert. 

## Ausstattung
Die Flachdecken von Chor und Langhaus wurden vermutlich vom Dachauer Benedikt Heiß stuckiert. Die barocken Deckengemälde sowie das Hochaltarbild des Kirchenpatrons Bartholomäus und das Altarauszugbild des hl. Laurentius schuf 1734 der Friedberger Maler Johann Reismiller. An den Altararbeiten waren außerdem weitere Friedberger beteiligt: ein Kistler und der Bildhauer Karl Joseph Öberl. Die Fassung folgte 1739 durch den Freisinger Benedikt Dersch (1686–1757). Sie wurde 1755 durch Johann Georg Vogt erneuert.
Die beiden Seitenaltäre entstanden zusammen mit dem Hauptaltar ebenfalls um 1734. In der Nische des linken Retabels befindet sich eine Figur des hl. Sebastian, im rechten Altaraufbau eine Figur des hl. Josef, außerdem die Eltern Marias Anna und Joachim. Die reich geschmückte Kanzel zeigt die vier lateinischen Kirchenväter und den Guten Hirten. Auf dem Schalldeckel befinden sich um einen Salvator Mundi Personifikationen der vier damals bekannten Erdteile. An den Kirchenwänden befinden sich Skulpturen der hll. Johannes Nepomuk, Michael, Johannes der Täufer, Leonhard und Florian sowie das Kanzelkreuz mit der Mater Dolorosa.
Ende des 19. Jahrhunderts wurde der barocke Hochaltar durch den Münchner Architekten Joseph Elsner senior umgebaut und verändert. Das Altargemälde aus dem Jahre 1734 mit dem Kirchenpatron Bartholomäus wurde herausgenommen und an der Langhauswand angebracht. Stattdessen wurde im oberen Altarteil wiederum ein Gemälde mit dem hl. Bartholomäus eingefügt. Im unteren Altarteil wurde ein 2,5 m hoher Tabernakel eingebaut, der in Elsners Atelier für christliche Kunst geschaffen wurde. Neu hinzugekommen sind im 20. Jahrhundert die Figuren der Maria Immaculata und Herz Jesu.